# Cladocarpus inflatus
Cladocarpus inflatus is een hydroïdpoliep uit de familie Aglaopheniidae. De poliep komt uit het geslacht Cladocarpus. Cladocarpus inflatus werd in 1966 voor het eerst wetenschappelijk beschreven door Willem Vervoort. 